# Lübauer Gründel

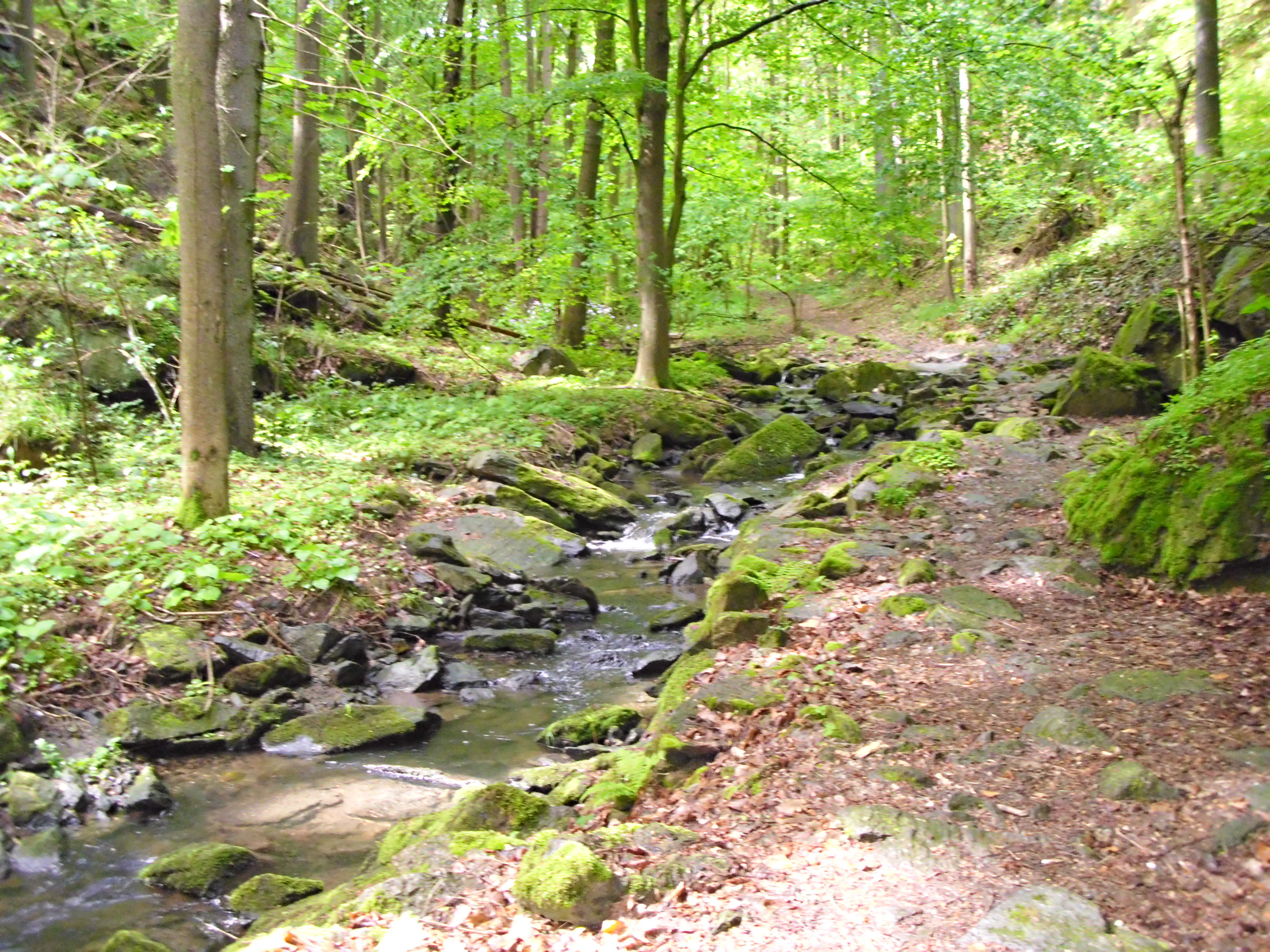
Das Lübauer Gründel

Das Lübauer Gründel ist ein Seitental der Roten Weißeritz bei Rabenau im Landkreis Sächsische Schweiz-Osterzgebirge. Im unteren Abschnitt ist es ein Kerbtal, das seit 1974 als Teil des Landschaftsschutzgebietes Tal der Roten Weißeritz ausgewiesen ist.

## Lage

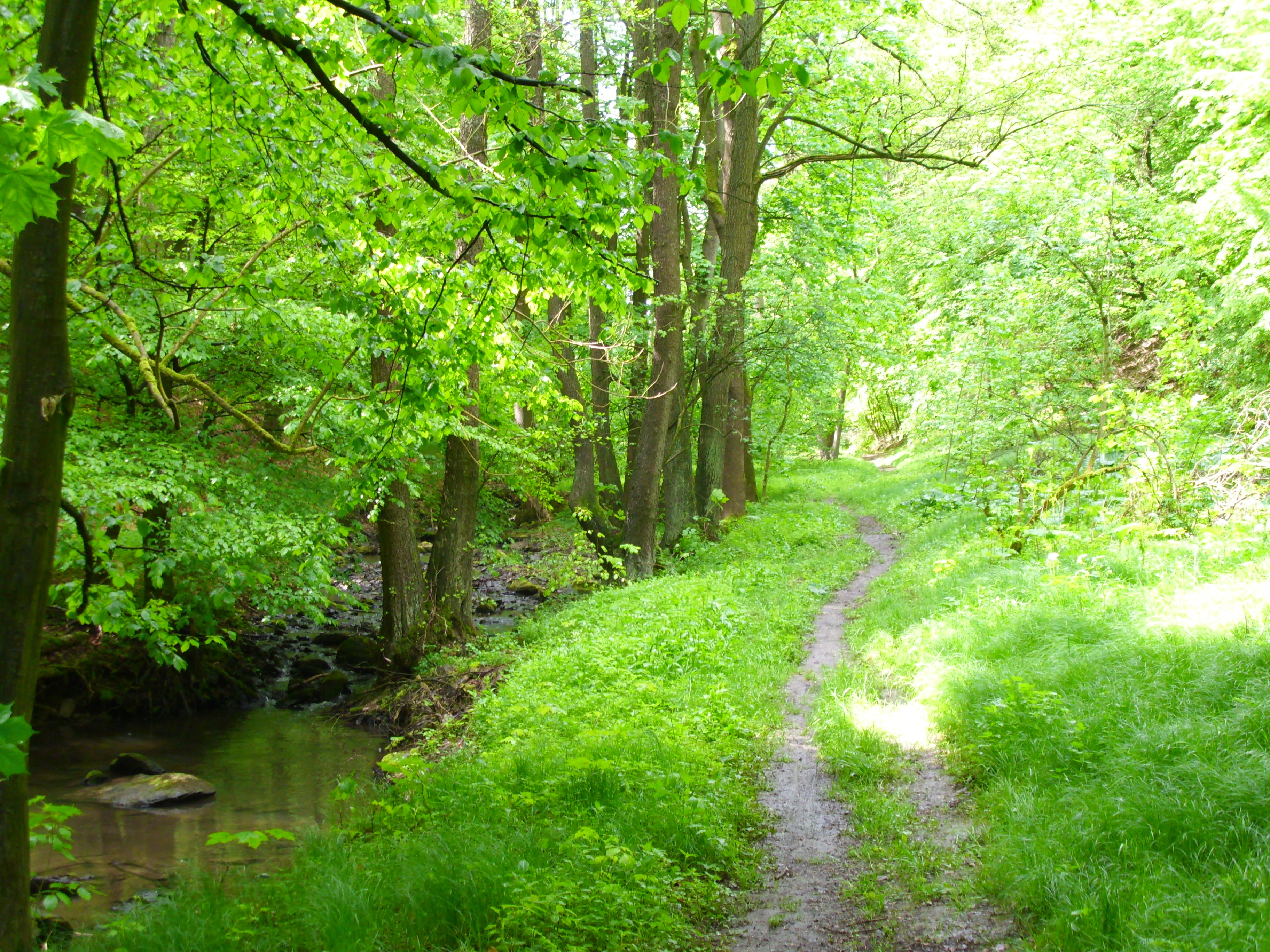
Der obere Abschnitt im Lübauer Gründel

Als Lübauer Gründel wird das Seitental bezeichnet, das an der stillgelegten Lübauer Mühle beginnt und in den Spechtritzgrund unterhalb der Goldstampfe nach rund 660 Metern übergeht. Er liegt in den Gemarkungen von Lübau und Spechtritz.

## Geschichte

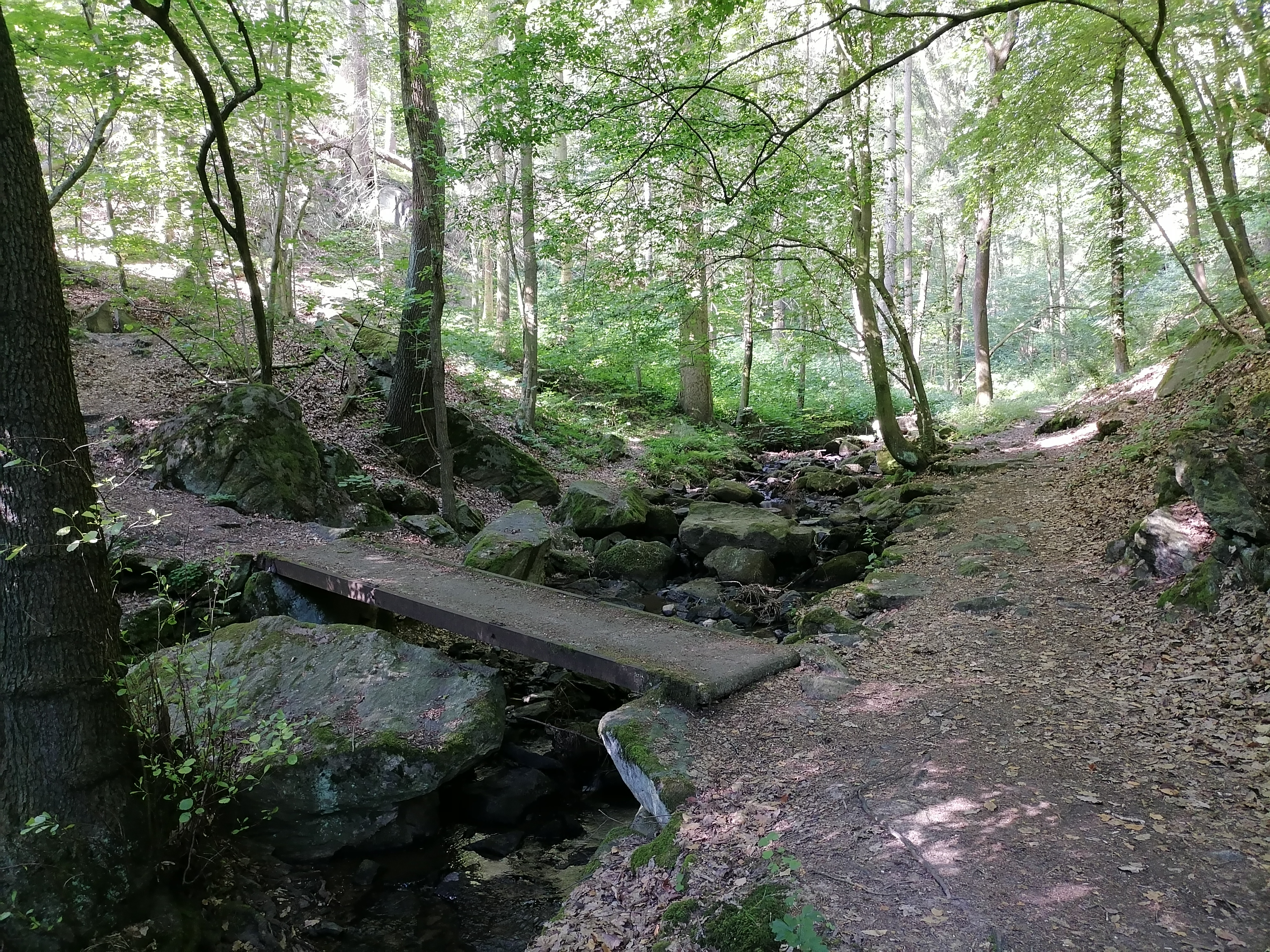
Brücke über die Borlasbach

Auf das Jahr 1835 ist die Mahlmühle von Lübau mit angeschlossener Bäckerei am obersten Ende des Grundes in einem Hausbaubrief datiert. Sie bezog das Wasser aus einem oberhalb angestauten Teich. Heute ist diese Unbewohnt und nicht mehr in Betrieb.
Mit der Erschließung des Wanderweges durch den Spechtritzgrund 1896 wurde auch ein Naturnaher Wanderweg nach Lübau angelegt, der  heute über eine im Jahr 2005 errichtete Holzbrücke erreicht wird. Die zwölf Meter lange Walzträgerbrücke der Weißeritztalbahn über den Borlasbach wurde 1882 errichtet und erhielt 1931 sowie 2002 nach dem Hochwasser einen neuen Oberbau.
Unmittelbar vor der Mündung der Borlasbach in die Weißeritz Quert eine Brücke aus Beton in Zwei U-Eisenträgern gegossen die Bach, Bereits  im Jahre 1903 auf einer Postkarte des Weltpostverein wird diese abgebildet und Zeigt noch ein beiderseits Angebrachtes aus Rundeisen bestehendes Geländer, über die Brücke gelangt man zu einer kleinen Weggabelung, dem Aufstieg nach Spechtritz, früher verlief von hier der Hauptzugang zum Grund  der über einen Weg erreichbar war, der oberhalb und unterhalb Neben der Bahntrasse bis zur Straße nach Spechtritz verlief. Da Erst nach 1930 eine Brücke über die Weißeritz errichtet wurde, die durch die heutige ergänzt ist.

## Borlasbach
Der Grund wird vom Borlasbach durchflossen, der bei Paulshain entspringt und in die Rote Weißeritz mündet.

## Tourismus
Ein Wanderweg folgt in der gesamten Länge des Grundes ab der Weißeritzbrücke bis zur Lübauer Mühle, Das begehen ist zum Wandern aber auch für geübte Fahrradfahrer wegen des naturbelassenen Weges geeignet.

## Landschaftsschutz
Am 4. Juli 1974 wurde der untere Abschnitt als Teil des Landschaftsschutzgebietes „Tal der Roten Weißeritz“ unter Schutz gestellt.